# احسان پیرهادی
احسان پیرهادی (زاده ۱۲ مه ۱۹۹۱ در تهران) بازیکن فوتبال اهل ایران است که در پست مهاجم بازی می‌کند. وی همچنین برای باشگاه فوتبال استقلال تهران و باشگاه فوتبال نساجی مازندران بازی کرده است‌و با‌ دوتا از گل های احسان پیرهادی تیم نساجی به لیگ برتر راه یافت.

## افتخارات
- نائب قهرمانی در لیگ آزادگان به همراه تیم نساجی مازندران